# Antonio Luna Rodríguez
Antonio Luna Rodríguez (Son Servera, 17 marzo 1991) è un calciatore spagnolo, difensore dell'Antequera.

## Biografia
Nell'ottobre del 2016 viene diffuso su internet un video hard dove il calciatore fa sesso di gruppo con il compagno di squadra Sergi Enrich e una donna. I due si sono poi scusati per la vicenda. Il 19 gennaio 2021 viene condannato a due anni di reclusione con la condizionale e a 100.000 euro di multa per l'episodio.

## Carriera

### Club

#### Aston Villa
Il 1º luglio 2013 viene acquistato dall'Aston Villa, squadra militante in Premier League, per 2 milioni di euro dagli spagnoli del Siviglia.
Esordisce con gol, nella prima partita stagionale contro l'Arsenal all'Emirates Stadium.

#### Verona
Il 4 agosto 2014 passa al Verona con la formula del prestito con diritto di riscatto fissato a 1,2 milioni di euro.

#### Spezia
Il 2 febbraio 2015, dopo non avere mai giocato con il club veneto, viene ceduto sempre in prestito con diritto di riscatto allo Spezia.

#### Eibar
Il 10 luglio 2015 viene ceduto a titolo definitivo agli spagnoli dell'Eibar con cui firma un contratto biennale. Ha esordito con i baschi il 24 agosto, assistendo i gol di Adrián González Morales e di Gonzalo Escalante all'inizio della stagione 2015-2016 con una vittoria 3-1 sul Granada.
Ha totalizzato 46 presenze nelle sue due stagioni per il club, segnando nella vittoria per 3-2 in casa dello Sporting Gijón il 15 gennaio 2017.

#### Levante e prestito al Rayo Vallecano
L'11 giugno 2017, Luna è entrata a far parte della neopromossa Levante per quattro anni. Il 29 agosto 2019, è stato ceduto in prestito per un anno al Rayo Vallecano della Segunda División.
Luna ha risolto il suo contratto il 29 settembre 2020.

#### Girona
Il 30 settembre 2020, Luna ha accettato un contratto di un anno con il Girona FC in seconda divisione. Ad un certo punto della stagione, Luna si infortunerà venendo rimpiazzato da Enric Franquesa per un po': quest'ultimo, riuscirà a sfruttare le occasioni, prendendosi totalmente la scena. Ha giocato 21 partite ufficiali, perdendo la promozione nella Primera División agli spareggi.

#### Cartagena
Il 7 luglio 2021 Luna ha firmato un contratto biennale con l'FC Cartagena anch'esso in seconda divisione. Ha segnato al suo debutto il 16 agosto, anche se nella sconfitta interna per 3-1 contro la sua ex squadra, l'Almería.
Con quattro infortuni muscolari, Luna ha giocato solo 13 volte per l'Efesé  (quattro da titolare) mentre riceveva un'attenzione negativa per il suo alto stipendio e la cattiva condotta.

#### Volo FC
Il 16 luglio 2022, Luna ha risolto il suo contratto con Cartagena e si è trasferito nel terzo paese straniero della sua carriera, firmando per il Volos FC della Super League Greece. I suoi ex datori di lavoro non hanno fornito alcuna dichiarazione sulla sua uscita.

### Nazionale
Ha giocato nelle nazionali giovanili spagnole Under-19 ed Under-20.

## Statistiche

### Presenze e reti nei club
Statistiche aggiornate al 10 giugno 2017.
| Stagione        | Squadra           | Campionato      | Campionato | Campionato | Coppe nazionali | Coppe nazionali | Coppe nazionali | Coppe internazionali | Coppe internazionali | Coppe internazionali | Altre coppe | Altre coppe | Altre coppe | Totale | Totale |  |
| Stagione        | Squadra           | Comp            | Pres       | Reti       | Comp            | Pres            | Reti            | Comp                 | Pres                 | Reti                 | Comp        | Pres        | Reti        | Pres   | Reti   |  |
| --------------- | ----------------- | --------------- | ---------- | ---------- | --------------- | --------------- | --------------- | -------------------- | -------------------- | -------------------- | ----------- | ----------- | ----------- | ------ | ------ |  |
| 2009-gen. 2010  | Siviglia Atlético | SD              | 32         | 1          | CR              | 0               | 0               | -                    | -                    | -                    | -           | -           | -           | 32     | 1      |  |
| gen.-giu. 2010  | Siviglia          | PD              | 1          | 0          | CR              | 1               | 0               | UCL                  | -                    | -                    | -           | -           | -           | 2      | 0      |  |
| 2010-gen. 2011  | Siviglia          | PD              | 2          | 0          | CR              | 2               | 0               | UCL+UEL              | -                    | -                    | -           | -           | -           | 4      | 0      |  |
| gen.-giu. 2011  | Almería           | PD              | 13         | 0          | CR              | 2               | 0               | -                    | -                    | -                    | -           | -           | -           | 15     | 0      |  |
| 2011-2012       | Siviglia          | PD              | 14         | 1          | CR              | 3               | 0               | UEL                  | -                    | -                    | -           | -           | -           | 17     | 1      |  |
| 2012-gen. 2013  | Siviglia          | PD              | 4          | 0          | CR              | 2               | 1               | UEL                  | -                    | -                    | -           | -           | -           | 6      | 1      |  |
| Totale Siviglia | Totale Siviglia   | Totale Siviglia | 21         | 1          |                 | 8               | 1               |                      |                      |                      |             |             |             | 29     | 2      |  |
| gen.-giu. 2013  | Maiorca           | PD              | 11         | 0          | CR              | 0               | 0               | -                    | -                    | -                    | -           | -           | -           | 11     | 0      |  |
| 2013-2014       | Aston Villa       | PL              | 17         | 1          | FACup+CdL       | 1+0             | 0               | -                    | -                    | -                    | -           | -           | -           | 18     | 1      |  |
| 2014-feb. 2015  | Verona            | A               | 0          | 0          | CI              | 0               | 0               | -                    | -                    | -                    | -           | -           | -           | 0      | 0      |  |
| feb.-giu. 2015  | Spezia            | B               | 4          | 0          | CI              | -               | -               | -                    | -                    | -                    | -           | -           | -           | 4      | 0      |  |
| 2015-2016       | Eibar             | PD              | 15         | 0          | CR              | 3               | 0               | -                    | -                    | -                    | -           | -           | -           | 18     | 0      |  |
| 2016-2017       | Eibar             | PD              | 26         | 1          | CR              | 2               | 0               | -                    | -                    | -                    | -           | -           | -           | 28     | 1      |  |
| Totale carriera | Totale carriera   | Totale carriera | 139        | 4          |                 | 16              | 1               |                      |                      |                      |             |             |             | 155    | 5      |  |